# Sueño con serpientes
«Sueño con serpientes» es una canción del cantautor cubano Silvio Rodríguez compuesta en 1974 e incluida en su disco Días y flores, de 1975.
La canción, de ambiente surrealista, describe una pesadilla que vendría a ser la metáfora de una obsesión (la mato y aparece una mayor / con mucho más infierno en digestión). 
La versión original, pese a partir de acordes básicos, está arreglada con aires psicodélicos, aprovechando el estéreo para hacer efectos sonoros con las guitarras y el órgano.

## Otras versiones
La canción ha sido además versionada por León Gieco, Mercedes Sosa, Milton Nascimento, Santa Sabina, Barricada, Reincidentes y El Meister, entre otros.

## Versión de Los Bunkers
El grupo de rock chileno Los Bunkers realizó su propia versión del tema en el álbum tributo a Silvio Rodríguez, Música libre, lanzado en el año 2010. Contó con la participación del productor, vocalista, tecladista y guitarrista de Cafe Tacvba, Emmanuel del Real en la producción.
Fue lanzado como el primer sencillo del álbum el 7 de septiembre de ese mismo año en Chile y México de forma simultánea en las radios de ambos países. El tema consiguió llegar sólo a la posición número #81 en Chile.

### Video musical
El video de Sueño con serpientes fue presentado el 25 de octubre de 2010, y contó con la dirección de Ángel Flores.

### Recepción
Para el primer corte del disco La Tercera se refirió a éste como «una línea de guitarra pesada, intensa, ensamblada con trazos pop y psicodélicos, y la voz en tonos agudos de Álvaro López». Se destaca que el sencillo se asemeja a trabajos anteriores de la banda como Lo que me angustia, aunque «perfeccionando el trabajo de sonido y producción» y que «el resultado sirve para lavar prejuicios, para timbrar que la aventura personal del conjunto dio en el blanco y para certificar que la reverencia a un referente suena mejor cuando atraviesa por el filtro de la transformación y el estilo propio».

### Posiciones en listas
| Lista                 | Posición |
| --------------------- | -------- |
| Chile (Chile Top 100) | 81       |

### Créditos
- Álvaro López – Voz principal
- Francisco Durán – Guitarra eléctrica
- Mauricio Durán – Guitarra eléctrica
- Gonzalo López – Bajo
- Mauricio Basualto – Batería, Percusión
- Emmanuel del Real – Producción